# Marcin Przydacz

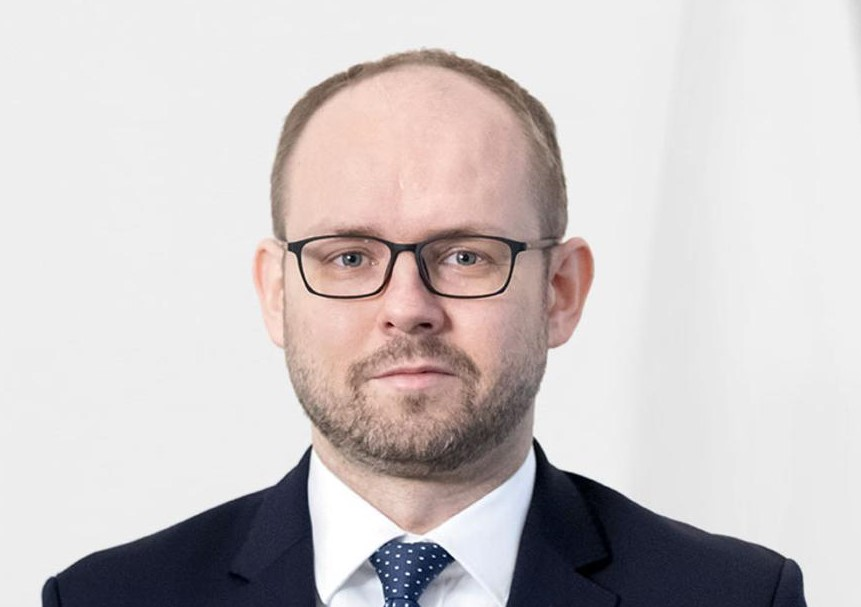
Marcin Przydacz

Marcin Paweł Przydacz (* 26. Juni 1985 in Wieluń) ist ein polnischer Jurist und Beamter. Er war von 2019 bis 2023 Unterstaatssekretär im Außenministerium der Republik Polen. Seit 2023 ist er Leiter des Büros für internationale Politik in der Kanzlei des Präsidenten der Republik Polen. Das entspricht dem Rang eines Staatssekretärs.
Przydacz ist nationaler Koordinator der Kooperation zwischen China und mittel- und osteuropäischen Ländern.

## Leben
Przydacz ist Absolvent der Fakultät für Recht und Verwaltung der Jagiellonen-Universität. Außerdem studierte er internationale Beziehungen und Philosophie und absolvierte Stipendien an der Universität "La Sapienza" in Rom, der Universität von Messina, der Università per Stranieri in Siena und der Kiew-Mohyla-Akademie in Kiew. Er ist Absolvent der Schule für italienisches und europäisches Recht an der Universität Warschau. Er absolvierte sein Referendariat bei der Bezirksrechtsanwaltskammer in Krakau und legte 2015 die Anwaltsprüfung ab.

## Äußerung zum Getreideabkommen
Seine Äußerungen zum Getreideabkommen führten im August 2023 zu einer Verstimmung zwischen Polen und der Ukraine.